# (466565) 2014 TQ59
(466565) 2014 TQ59 es un asteroide perteneciente al cinturón de asteroides, descubierto el 25 de enero de 2007 por el equipo Spacewatch desde el Observatorio Nacional de Kitt Peak (Arizona, Estados Unidos).